# 李章达

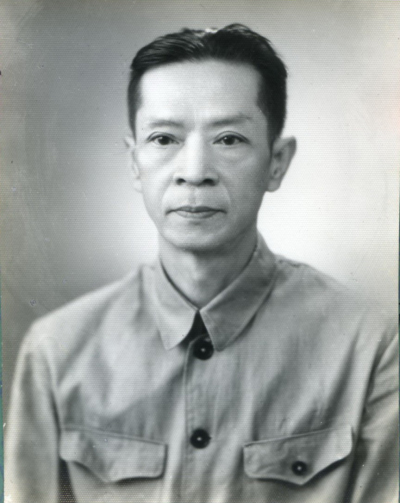
晚年的李章达

李章达（1890年—1953年12月9日），字南溟，广东东莞人，近代中国军政要人。

## 生平
李章达幼年父母双亡，靠叔父抚养。少年时进入东莞县城的“子曰馆”，后来进私塾读四书五经。清朝光绪三十二年（1906年），进入广东黄埔陆军小学。宣统元年（1909年）毕业后，升入南京陆军第四中学。1911年加入中国同盟会，并参加了武昌起义。1911年11月，李章达等南京陆军第四中学学生，与武昌陆军第三中学学生合编，充当黄兴的卫队，驻汉阳昭忠祠总司令部。
民国元年（1912年）初，李章达从武汉回到广州，随朱执信编练民军，并被派到民军中担任教练员。1912年6月，李章达考入保定陆军军官学校炮兵科。1913年参加广东讨袁（世凯）运动。讨袁失败后逃到上海。1917年随孙中山返回广东，参加护法运动。1918年，出任援闽粤军总参谋部少校参谋，随粤军开入福建省与北洋军阀作战。1918年底南北议和后，赴上
海协助朱执信开展《建设》杂志发行工作。1920年底，被廖仲恺派往苏联学习，途中在赤塔受战乱阻碍，乃返天津，辗转返回广州。1921年春，出任粤军第一师工兵营长，后来任大元帅府警卫团团长、讨逆军支队长、大元帅府参军。1922年6月陈炯明发动六一六事变，孙中山迁避永丰舰。次日，李章达赶到永丰舰，参加了讨伐陈炯明的军事活动。
1924年中国国民党第一次全国代表大会召开后，李章达被任命为中国国民党中央党部秘书，协助廖仲恺办理党务。1925年，任广州国民政府惩吏院委员。1926年4月，任广州市公安局局长，任内整顿治安。广州国民政府发动北伐战争后，李章达留守广州，为北伐军招募夫役送往北伐前线。1927年4月，蒋介石发动四一二政变后，李章达辞去一切职务，举家迁居香港。其间，汪精卫曾派陈公博请李章达参与政事，被李章达拒绝。
1931年6月，李章达赴赣州会见国民革命军第十九路军将领蒋光鼐、蔡廷锴，劝他们联合广东、广西地方势力共同反对蒋介石。后来，李章达随十九路军赴上海，在十九路军一·二八抗战中，协助蒋光鼐筹划抗击日军。十九路军调往福建后，李章达从上海返回香港。1933年1月，李从香港赴福建，任福建省政府委员、秘书长。1933年11月间，中华共和国人民革命政府在福州成立。李章达被推选为政府中央委员兼政治保卫局局长。闽变失败后，李章达继续避居香港。
1936年5月，沈钧儒等人在上海成立“全国各界救国会”。随后李章达等人在香港成立“全国各界救国会华南区总部”（简称“南总”），李章达任主任委员。其间，广州市及各地县先后成立“南总广州救亡运动协进会”。
1937年抗日战争全面爆发后，中国国民党当局迫于形势下令恢复因政治原因而被开除出党的所有党员的党籍，并宣布赦免过去的政治反对派。李济深、陈铭枢、蒋光鼐、蔡廷锴、李章达等人回到中国国民党内参加抗战。1938年10月，日军攻占广州。此后适叶挺辞去“广东第四游击司令”职务，第四战区命李章达继任，李章达到深圳设立指挥机构。
1939年春，李章达被被调回韶关，任第四战区中将军法执行监，任内曾经秘密协助和支持中共领导下的活动。1939年9月，李章达因“不肯填表重新加入国民党”而被迫辞去军法执行监的职务。当时蒋介石命所有军事单位转令一切军职人员入党编组，李章达告诉张发奎（张发奎也是李章达的学生）：“我既在福州时声明脱离国民党党籍，此时无理由填表加入”。张发奎乃令李章达速递辞呈。
1941年，李章达参与筹组中国民主政团同盟（后更名中国民主同盟，简称“民盟”）及创办《光明日报》。1945年春节期间，李章达与李伯球等人在梅县举行民盟东南干部会议，成立了“民盟东南干部会议常设机关”，李章达获推选为常设机关主任。1946年1月，民盟南方总部在香港成立，李章达任主任委员。同年6月23日，李章达与何香凝等名人分别致电毛泽东及美国总统杜鲁门，呼吁和平，制止内战。1948年，李章达参与组建中国国民党革命委员会（简称“民革”），任民革第一届中央常务委员兼秘书长。1949年初，应中共中央邀请，李章达代表中国人民救国会到北平参加中国人民政治协商会议第一届全体会议。
中华人民共和国成立后，李章达历任中央人民政府委员、广东省人民政府副主席兼广州市人民政府副市长、中南军政委员会行政委员会委员、广东各界人民代表会议协商委员会副主席。1951年12月30日，中共中央华南分局决定成立政治、文教、民族事务委员会，李章达被任命为文教、民族事务委员会主任。
1953年12月9日，李章达在广州病逝。